# حمله ناگهانی

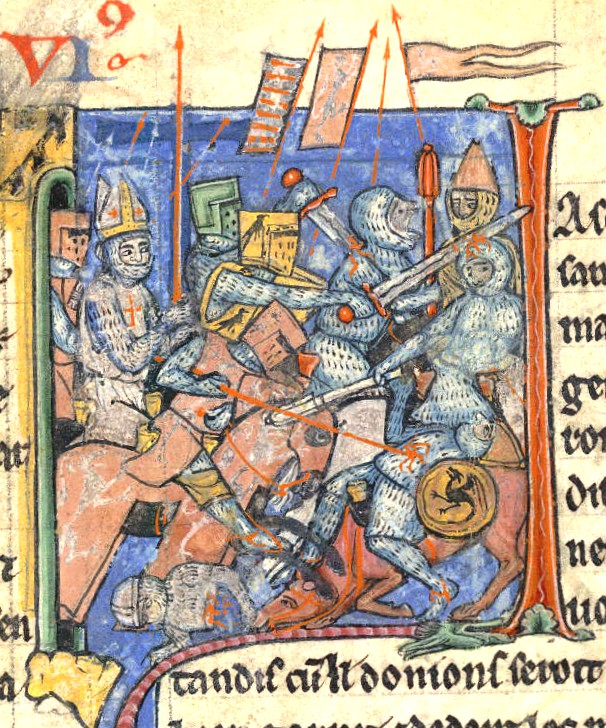
تصویرگری از محاصره انطاکیه. آدهمار لپوی با نیزه مقدس به مسلمانان عرب حمله می‌کند.

حمله ناگهانی یا حمله رعدآسا (انگلیسی: Shock tactics) از تاکتیک‌های نظامی و جنگ زمینی است، که بر پایه آن فرماندهان با اجرای یک مانور تهاجمی، سعی می‌کنند با یک پیشروی سریع و قاطع، دشمن را تحت فشار روانی قرار دهند و مجبور به عقب‌نشینی نمایند. اجرای این شیوه از رزم همواره با پذیرش درجه بالایی از خطر همراه خواهد بود. از نبردهایی که در آنها از یورش ناگهانی استفاده شده می‌توان به: نبرد وین در جنگ بزرگ عثمانی و نبرد گتیسبرگ در جنگ داخلی آمریکا اشاره کرد.

## دوران پیشامدرن
تاکتیک‌های ضربتی معمولاً توسط سواره‌نظام سنگین انجام می‌شدند، اما گاهی اوقات توسط پیاده‌نظام سنگین نیز این تاکتیک اجرا می‌شد. معروف‌ترین تاکتیک ضربتی، حمله سواره‌نظام قرون وسطایی است. این حمله ضربتی توسط سواره‌نظام‌های زرهی سنگین مسلح به نیزه، که معمولاً در حالت نشسته بودند و با سرعت کامل در برابر پیاده‌نظام و یا سواره‌نظام دشمن می‌تاختند، انجام می‌شد.

## دوران مدرن
پس از معرفی سلاح گرم، استفاده از حمله سواره‌نظام به عنوان یک تاکتیک نظامی رایج، رو به کاهش گذاشت. حمله ضربتی پیاده‌نظام مستلزم نگه داشتن آتش تا زمانی بود که دشمن در فاصله بسیار نزدیکی قرار گیرد و در دفاع و همچنین حمله استفاده می‌شد. تاکتیک مورد علاقه دوک ولینگتون این بود که پیاده‌نظام یک رگبار شلیک کند و سپس با صدای بلند هورا بکشد و حمله کند. در طول جنگ دوم استقلال ایتالیا، ارتش فرانسه از تاکتیک‌های شوک برای غلبه بر برد برتر تفنگ لورنز اتریشی استفاده کرد و به سرعت با گردان‌های ۱۰۰ نفره، با عمق شش نفر، با حملات سرنیزه‌ای به خطوط اتریشی‌ها نزدیک شد، از آرایش خطوط آزاد استفاده کرد و از مسیر منحنی لورنز برای به حداقل رساندن تلفات بهره برد. اتریشی‌ها این تاکتیک‌ها را علیه پروسی‌ها در طول جنگ اتریش و پروس تقلید کردند.
افزایش قدرت آتش مسلسل‌ها، خمپاره‌اندازها و توپخانه، این تاکتیک را به‌طور فزاینده‌ای خطرناک کرد. جنگ جهانی اول شاهد حمله پیاده‌نظام در بدترین حالت خود بود، زمانی که انبوهی از سربازان حملات رو در رو و اغلب فاجعه‌باری را به مواضع مستحکم دشمن انجام می‌دادند.
تاکتیک‌های شوک با اختراع تانک‌ها و هواپیماها دوباره قابل اجرا شدند. در طول جنگ جهانی دوم، آلمانی‌ها تاکتیک‌های حمله ناگهانی را با جنگ مکانیزه مدرن، معروف به بلیتسکریگ، تطبیق دادند که در طول جنگ دستاوردهای قابل توجهی به دست آورد و پس از آن توسط اکثر ارتش‌های مدرن به کار گرفته شد.
تاکتیک حمله رعدآسا ایالات متحده در طول جنگ دوم خلیج فارس، یک تاکتیک شوک مبتنی بر برتری نظامی قاطع در زمین و تسلط بی‌رقیب در جنگ دریایی و هوایی بود.